# Espectrometria de emissão atômica por plasma acoplado indutivamente
ICP-AES (Inductively Coupled Plasma - Atomic Emission Spectrometry), em português Espectrometria de Emissão Atômica por Plasma Acoplado Indutivamente, é uma técnica de análise química instrumental que faz uso de uma fonte de excitação de plasma de argônio à alta temperatura (7000 - 10 000 K) para produzir, em uma amostra introduzida sob forma de neblina no centro do plasma, átomos excitados que emitem radiação em comprimentos de onda na faixa de 125 a 950 nm, característicos dos elementos nela presentes.
As radiações emitidas, após conveniente separação de seus comprimentos de onda por sistemas ópticos, têm suas intensidades respectivas medidas por meios de detectores de radiação específicos (foto multiplicadoras -PMT- ou detectores de estádo sólido - CCD ou CID) e correlacionadas às concentrações correspondentes através de curvas de calibração obtidas pela medição prévia de Padrões Certificados de Referência (CRM - Certificate Reference Material).
Essa técnica é também conhecida como ICP-OES (Inductively Coupled Plasma Optical Emission Spectrometry), em português, Espectrometria de Emissão Óptica por Plasma Acoplado Indutivamente.